# Trường Đại học Tunku Abdul Rahman
Trường Đại học Tunku Abdul Rahman (TARUC) được biết đến với tiền thân là Trường Cao đẳng Tunku Abdul Rahman và tên của trường được đặt theo tên của Thủ tướng đầu tiên của Malaysia, Y T M Tunku Abdul Rahman Putra Al-Haj. Trải qua hơn 4 thập kỷ với những bề dày về chất lượng đào tạo tuyệt vời, trường Đại học TAR luôn được các học viện cũng như các doanh nghiệp đầu ngành đánh giá cao về chất lượng của sinh viên tốt nghiệp của trường với các tiêu chuẩn học thuật cao và được trang bị tốt các kỹ năng. Hiện nay, TAR là trường đại học hàng đầu trong việc giáo dục đại học ở Malaysia. Trường Đại học TAR hiện có 27,000 sinh viên đang theo học bậc đại học ở 4 cơ sở trường nằm ở Kuala Lumpur, Pulau Pinang, Johor, Perak và 2 chi nhánh đào tạo tại Pahang và Sabah.